# Macugonalia contaminata
Macugonalia contaminata är en insektsart som beskrevs av Fabricius 1803. Macugonalia contaminata ingår i släktet Macugonalia och familjen dvärgstritar. Inga underarter finns listade i Catalogue of Life.